# Râul Boul Mic
Râul Boul Mic este un curs de apă, unul din cele două brațe care formează Pârâul Boului.

## Hărți
- Harta județului Suceava